# Quan hệ Comoros – Hoa Kỳ
Quan hệ Comoros – Hoa Kỳ là quan hệ quốc tế giữa Comoros và Hoa Kỳ. Hoa Kỳ công nhận Chính phủ Comoros vào năm 1977. Mỹ đóng cửa Đại sứ quán tại Moroni trong năm 1993 và được đại diện bởi đại sứ R. Niels Marquardt tại Đại sứ quán ở Antananarivo, Madagascar.